# Вертокиївська сільська рада
Вертокиївська сільська рада (до 1946 року — Янковецька сільська рада, у 1946—1977 роках  — Іванківська сільська рада) — колишня адміністративно-територіальна одиниця та орган місцевого самоврядування у Коднянському (Солотвинському), Іванківському (Левківському), Троянівському, Коростишівському і Житомирському районах Волинської округи, Київської і Житомирської областей УРСР та України з адміністративним центром у с. Вертокиївка (до 1977 року — у с. Іванківці).

## Населені пункти
Сільській раді були підпорядковані населені пункти:
- с. Вертокиївка
- с. Городище
- с. Іванківці

## Населення
Кількість населення ради, станом на 1923 рік, становила 2 118 осіб, кількість дворів — 420.
Відповідно до результатів перепису населення СРСР, кількість населення ради, станом на 12 січня 1989 року, становила 1 720 осіб.
Станом на 5 грудня 2001 року, відповідно до перепису населення України, кількість мешканців сільської ради становила 1 457 осіб.

## Склад ради
Рада складалася з 16 депутатів та голови.

## Керівний склад сільської ради
| ПІБ                        | Основні відомості                                                                         | Дата обрання | Дата звільнення |
| -------------------------- | ----------------------------------------------------------------------------------------- | ------------ | --------------- |
| Кабалюк Валентина Іванівна | Сільський голова, 1958 року народження, освіта, член Народно-демократичної партії України | 26.03.2006   | 31.10.2010      |
| Кабалюк Валентина Іванівна | Сільський голова, 1957 року народження, освіта незакінчена вища, позапартійна             | 31.10.2010   |                 |

Примітка: таблиця складена за даними джерела

## Історія
Створена 1923 року, як Янковецька, в складі сіл Вертокиївка, Городище та Янківці Коднянської волості Житомирського повіту Волинської губернії.
13 грудня 1929 року, відповідно до наказу Волинського ОВК № 50 «Про адміністративно-територіяльні зміни та утворення нової сільради в Іванківському районі», в с. Городище створено окрему Городищенську сільську раду Іванківського району Волинської округи.
7 червня 1946 року, відповідно до указу Президії Верховної ради УРСР «Про збереження історичних найменувань та уточнення і впорядкування існуючих назв сільрад і населених пунктів Житомирської області», сільську раду перейменовано на Іванківську внаслідок перейменування її адміністративного центру. Станом на 1 вересня 1946 року сільрада входила до складу Троянівського району Житомирської області, на обліку в раді перебували с. Вертокиївка та Іванківці.
11 серпня 1954 року до складу ради включено с. Городище ліквідованої Городищенської сільської ради Троянівського району Житомирської області.
Станом на 1 січня 1972 року Іванківська сільрада входила до складу Житомирського району Житомирської області, на обліку в раді перебували села Вертокиївка, Городище та Іванківці.
26 листопада 1977 року, відповідно до рішення Житомирського облвиконкому № 499 «Про перенесення центрів та перейменування деяких сільрад районів області», адміністративний центр ради перенесено до села Вертокиївка з перейменуванням ради на Вертокиївську.
У 2020 році, відповідно до розпорядження Кабінету Міністрів України № 711-р від 12 червня 2020 року «Про визначення адміністративних центрів та затвердження територій територіальних громад Житомирської області», територію та населені пункти ради включено до складу новоствореної Новогуйвинської селищної територіальної громади Житомирського району Житомирської області.
Входила до складу Коднянського (Солотвинського, 7.03.1923 р.), Іванківського (Левківського, 23.09.1925 р.), Троянівського (2.09.1930 р.), Житомирського (28.11.1957 р., 4.01.1965 р.) та Коростишівського (30.12.1962 р.) районів.